# 爸爸钻石矿场

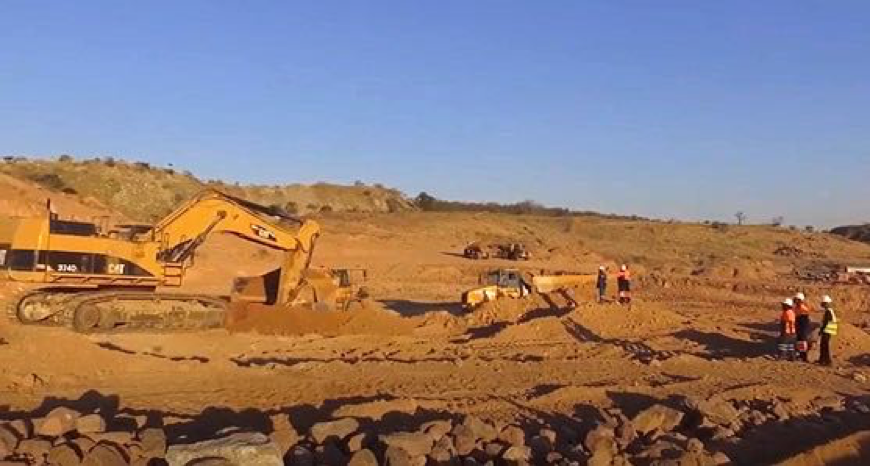
爸爸钻石矿场

爸爸钻石矿场（Baba Diamond Fields）是一个分布广泛的小型钻石矿区，位于辛巴威北馬塔貝萊蘭省Tsholotsho西南地区，毗邻博茨瓦纳边境。 它位于布拉瓦约市西北约98公里处，拥有卡拉哈里（Kalahari）沙土和岩层，也可在邻国波札那附近钻石丰富的地区发现。  自2015年以来，目前爸爸钻石矿场由钻石爸爸集团（Infinity Baba Diamond Group）负责经营。据估计，这些矿的年钻石产量为100万克拉毛坯钻石。

## 矿床地质
爸爸钻石矿场由三条慶伯利岩火山筒组成，以开采大型，优质，杰出的II型钻石而闻名。 矿山还生产了高质量的粉红色和蓝色钻石。 